# SBS歌謡大祭典
SBS歌謡大祭典（えすびーえすかようだいさいてん、朝鮮語: SBS 가요대전）は、SBS芸能本部主催、例年12月25日に開催する音楽祭である。

## 歴史
1997年に第1回を実施、2006年まではKBS歌謡大賞、MBC10大歌手歌謡祭同様大賞も決定されていたが、受賞辞退が多くなったため、2007年から現行のショー方式に変更した。なお、2014年には8年ぶりに授賞式が復活した。
2014年から2016年まではSBSアワードフェスティバルの一環として芸能大賞、演技大賞と同時開催していた。

## 会場
2017年から2019年、2022年は高尺スカイドームで開催されていたが、2020年は大邱市の大邱陸上振興センター、2021年は仁川市の仁川南東体育館で開催された。

## 歴代グランプリ受賞者
- 1997年・1998年：H.O.T
- 1999年：クル
- 2000年：チョ・ソンモ
- 2001年：god
- 2002年：BoA
- 2003年：イ・ヒョリ
- 2004年：神話
- 2005年：キム・ジョングク
- 2006年：東方神起
- 2014年：EXO (大賞にあたるアルバム賞受賞) [2]

## 事故
「2019 SBS歌謡大祭典」のリハーサル中に、Red Velvetのメンバーであるウェンディがステージの上から転落する事故が発生した。ウェンディは顔を負傷し、右側の骨盤と手首を骨折した。